# Filodem de Gàdara
Filodem (en llatí: Philodemus, en grec antic: Φιλόδημος) va ser un filòsof epicuri i poeta epigramàtic grec nadiu de Gàdara, a Palestina, que va viure al segle i aC. Es creu que va viure almenys un temps a la famosa vil·la dels Papirs d'Herculà, on potser tenia una escola, per tal com molts dels papirs localitzats contenien obres seves.
Era contemporani de Ciceró, que el va atacar durament, per bé que sense esmentar-lo, a In Pisonem, criticant-ne sobretot el caràcter, però elogiant la seva habilitat i elegància poètica, i els seus coneixements de filosofia. Del que en diu Ciceró es pot concloure que va ser un dels filòsofs epicuris més distingits de la seva època. També el mencionen Diògenes Laerci, Estrabó i Horaci.
Els seus epigrames van ser inclosos a l'Antologia de Filip de Tessalònica, i sembla que va ser el primer poeta inclòs en aquesta col·lecció. L'antologia grega inclou 34 epigrames seus, generalment sobre amor i erotisme, notòriament elegants. En prosa, Diògenes Laerci esmenta el llibre τῆς τω̂ν φιλοσόφων συντάξεως. Una altra obra seva era περὶ μουσικῆς.